# Limenitis pseudodorippus
Limenitis pseudodorippus är en fjärilsart som beskrevs av John Kern Strecker 1878. Limenitis pseudodorippus ingår i släktet Limenitis och familjen praktfjärilar. Inga underarter finns listade i Catalogue of Life.